# ناحیه جایپورهات
ناحیه جایپورهات (به لاتین: Joypurhat District) یک ناحیه در بنگلادش است که در استان راج‌شاهی واقع شده‌است.

## خصوصیات
ناحیه جایپورهات ۹۶۵٫۴ کیلومترمربع مساحت و ۹۱۳٬۷۶۸ نفر جمعیت دارد.